# Sílvio Danaílov
Sílvio Danaílov (en búlgar: Силвио Данаилов; nascut el 21 d'abril de 1961) és un jugador d'escacs búlgar, que té el títol de Mestre Internacional des de 1984, i és el mànager de dos excampions del món d'escacs, Vesselín Topàlov i Ruslan Ponomariov.
Danaílov va prendre notorietat durant el Campionat del món de 2006 quan va fer acusacions de trampes contra el rival de Topàlov, Vladímir Kràmnik (qui finalment va guanyar el matx).
El 28 de setembre de 2006, Danaílov es va queixar als organitzadors del matx i a la premsa de les repetides visites de Kràmnik al lavabo. Va destacar que els lavabos eren l'únic lloc que no estava sota control de vídeo o àudio, i va dir que la freqüència de les visites de Kràmnik al lavabo era "estranya, si no sospitosa". Danaílov va suggerir que Topàlov hauria d'abandonar el matx si la situació no es corregia.
El 4 d'octubre de 2006, Danaílov va fer una roda de premsa per mostrar quelcom que anomenà "estadístiques coincidents" que mostraven el percentatge de vegades que Kràmnik va fer una jugada recomanada pel programa d'escacs de Chessbase Fritz 9 en aquella posició. El comunicat de premsa no indicava un percentatge semblant pel cas de Topàlov.
Des de 2010, Sílvio Danaílov és el nou president de l'European Chess Union. Va guanyar les eleccions durant l'olimpíada de 2010 a Khanti-Mansisk, amb 30 vots, derrotant així Ali Nihat Yazıcı, amb 24 vots. Sílvio Danaílov va succeir a Boris Kutin, que va tenir un mandat molt reeixit al capdavant de l'ECU.